# (466277) 2013 PH
(466277) 2013 PH es un asteroide perteneciente al cinturón de asteroides, descubierto el 19 de noviembre de 2003 por el equipo Spacewatch desde el Observatorio Nacional de Kitt Peak (Arizona, Estados Unidos).